# Tehnika
Tehnika (grč. τέχνη, umijeće, vještina) skup je svih oruđa i znanja proizvodnje koja su se historijski razvijala i koja čovjeku omogućuju djelovanje na prirodu u svrhu prilagodbe prirodnih resursa svojim potrebama.
U širem smislu riječi ona obuhvaća sve vrste tvorevina koje su rezultat ljudskih aktivnosti, uključivo građevine, strojeve, instalacije, uređaje, oružja, materije, sirovine i dr, kao i načine njihove izgradnje, izrade, obrade ili prerade. Uključeni su i načini i objekti za lov, uzgoj, zaštitu, njegu i preradu životinja i biljaka ili njihovih prirodnih produkata za industrijske ili prehrambene potrebe.
Konačno, pojam tehnike pokriva i sve intelektualne aktivnosti, znanja i postupke, neophodne za navedene načine gradnje, izrade, obrade i prerade, kao i sredstva i znanja s područja organizacije, planiranja i upravljanja proizvodnjom ili pratećom administracijom, kao i sve vrste sredstava i znanja za sve oblike komunikacija, te skupljanja, selekcije, obrade, pohrane i čuvanja informacija.
Sastavnice tehnike čine:

## Objekti
Kultivirani teritorij i akvatorij (melioracije, hidro-sistemi, luke i dr.), stvari i materije kao građevine, strojevi, infrastruktura, instalacije, alati, sirovine, materijali i dr.
Iako bi bilo smisleno tehniku klasificirati prema objektima, uvriježilo se tehniku dijeliti prema strukama, kao što su:
- Strojarstvo
- Geoistraživanja
- Urbanizam
- Rudarstvo
- Energetika
- Građevinarstvo
- Industrija (proizvodnja strojeva i uređaja)
  - Brodogradnja
  - vozila i radni strojevi
  - Alati i alatni strojevi
  - elektrika
  - elektronika
  - ratna tehnika
  - procesna industrija
  - prehrambena industrija
- Tehnologija transporta i pretovara
- Medicinska oprema

.                 itd.
Tehnološki razvitak stalno donosi nove grane tzv. "novih i visokih tehnologija", kao što su:
- mikroelektronika
- nuklearna tehnika
- nanotehnologija
- biotehnologija
- genetski inženjering
- svemirska tehnologija

.                 itd.

## Tehnologija
Tehnologija, koju čine postupci, znanja i vještine, i tehnika, međusobno se isprepliću, pa tako tehnologija u užem smislu riječi uz postupke, znanja i vještine redovito obuhvaća i objekte (uređaje, instalacije i dr.) neophodne za ostvarenje te tehnologije. Tehnologija obuhvaća:

### Postupci
Rutinski i standardizirani postupci (građenja, izrade, prerade, uzgoja, reciklaže i dr.). Podrazumijevaju se poznati i provjereni postupci, najčešće definirani i standardima, kojima se osigurava obavezni minimalni kvalitet i ujednačenost u razmjeni dobara, te sigurnost pri njihovoj primjeni.   

### Znanja i vještine
Suvremene tehnologije temelje se na znanosti i inventivnosti, pa postoji preklapanje s područjem znanosti. Pri tome pod okrilje tehnike spadaju direktno primjenjiva praktična znanja. Pojedine više kategorije znanja podjednako pripadaju znanosti i tehnici, i osnove su za transfer znanja iz znanosti u tehniku ili tehnologiju. Znanjem i inventivnošću dolazi se do tehnoloških inovacija, odnosno novih ili inoviranih postupaka koji su pokretačka snaga tehnološkog razvoja.

#### Fundamentalna istraživanja
Znanstvene teorije i fundamentalna istraživanja nuždan su preduvjet za tehnološki razvitak. Ona međutim mogu i ne moraju rezultirati znanstvenim otkrićima s praktičnom primjenom. Izuzetno su skupa i dugotrajna, pa su uglavnom privilegija (ali i trošak) razvijenih i bogatih gospodarstava. Znanstvena otkrića se ne mogu štititi patentom, već se smatraju općim dobrom, te objavom postaju dostupna čitavom čovječanstvu. U domenu su čiste znanosti, dok tehniku opslužuju sljedeće razine znanja:

#### Primijenjena istraživanja
Usmjerena su na konkretne praktične ciljeve, a izvode se za vlastite potrebe pojedinih korporacija ili privrednih grana, ili se izvode "po narudžbi".

#### Razvojna istraživanja
U funkciji su razvitka konkretnih projekata, privrednih grana, tvrtki ili proizvoda.

#### Razvoj proizvoda
Obuhvaća koncipiranje i projektnu razradu konkretnih proizvoda s pratećom dokumentacijom (prospekti, upute za uporabu, dokazi kvalitete, servisne informacije i dr.), vodeći računa o funkcionalnosti, tehnologičnosti, ergonomici, dizajnu, koristeći normizaciju, tipizaciju i druge oblike racionalizacije proizvodnje, zavisne o apsorpcionoj moći dostupnog tržišta. Osobit značaj u razvoju proizvoda, kao i u općem uspjehu tvrtki i gospodarstava pripada inventivnosti, odnosno brojnosti '''inovacija''', koje su neizostavni čimbenik u borbi protiv stagnacije, a zatim i degradacije tvrtki, kao i gospodarskih grana i nacionalnih gospodarstava u cjelini. 

## Racionalizacija
Bitnu komponentu tehnološkog razvitka čine ekonomičnost i rentabilnost proizvodnje, tj. racionalizacija, kojom se nastoji ostvariti zadovoljavajuću kvalitetu proizvoda uz što je moguće manje inpute (uložene resurse). Nastoji se ostvariti putem:
- prikladne konstrukcije
- tehnologičnosti proizvoda
- normizacije, odnosno standardizacije
- tipizacije
- dobre organizacije proizvodnje i potpornih aktivnosti.
- dobre organizacije poslovanja

### Tehnologičnost
Tehnologičnost proizvoda ostvaruje se takvom konstrukcijom proizvoda, koja osigurava optimalan odnos između uloženih resursa i postignute kvalitete pri datim pogonskim uvjetima i apsorpcijskoj moći tržišta.
Konstruktivno rješenje istog proizvoda za masovnu proizvodnju bitno će se razlikovati od rješenja za maloserijsku proizvodnju, jer će koristiti i različitu proizvodnu opremu, tehnologiju i organizaciju proizvodnje.
Za proizvod koji ima dobar omjer između postignute kvalitete i uloženih resursa (proizvodne cijene) kažemo da je tehnologičan. Proizvod koji nije tehnologičan, u pravilu ne može biti ni konkurentan na svjetskom tržištu. 

### (Normizacija)
Propisivanje obaveznih tehničkih normi kojima se definiraju izmjere, materijali i kvaliteta raznih proizvoda ili postupci ispitivanja, proračunavanja ili ispitivanja kvalitete tehničke robe.
U cilju racionalizacije industrijske proizvodnje, veliki dio često korištene tehničke robe poput vijčane robe, fitinga (ventili, zasuni, koljena i drugi cijevni elementi), limovi i metalni profili, dimenzije i položaji pričvrsnih elemenata elektromotora i dr. definiran je normama. Uz repromaterijal i poluproizvode, normirani su i postupci ispitivanja i provjere kvalitete (načini kontrole zavara, provjere nepropusnosti cijevnih instalacija, uzimanja i ispitivanja kvalitete betona itd), pa i postupci proračuna strojnih elemenata, sklopova i sustava, električnih instalacija, dopuštenih odstupanja kolosijeka i dizaličnih staza i dr).
U pojedinim granama tehnike, propisane su i posebne norme specifične za te grane (npr. Građevinske norme u graditeljstvu ili prometne norme o izgledu i mjerama prometnih znakova).
Standardizacijom se postižu:
- ujednačenost izmjera i kvalitete tehničke robe,
- zamjenljivost dijelova,
- izbjegavanje ponovnog konstruiranja elemenata i poluproizvoda koji su jednom već konstruktivno riješeni (ušteda intelektualnog angažmana skupe radne snage),
- jednoznačnost tehničkih detalja pri ugovaranju isporuka i kooperantskih aranžmana,
- neusporedivo brža i ekonomičnija proizvodnja u užem i širem smislu,
- i dr.

Primjena, odnosno pridržavanje normi je obavezno. Odstupanja su dopuštena samo u iznimnim, opravdanim slučajevima, odnosno kada je norma ili neki njen dio neobavezujući.
Svaka zemlja propisuje svoje nacionalne norme, pri čemu se norme srednje razvijenih zemalja često svode na prevođenje normi razvijenijih susjeda. Iako je ustanovljena Internacionalna organizacija za standardizaciju (ISO) koja je zapravo mreža nacionalnih institucija iz 157 zemalja, sve su industrijski aktivne zemlje zadržale i svoje nacionalne norme.
Jedna od najbolje i najkompletnije razrađenih normi je njemački DIN (Deutsche Industrie Normen), pa je prenesen u mnoge nacionalne norme.
U Hrvatskoj, o normizaciji brine Hrvatski Zavod za Normizaciju (HZN), a zadaća mu je između ostaloga, uspostava nacionalnog sustava normi HRN, koje se velikim dijelom definiraju na temelju međunarodnog sustava normi koje propisuje ISO (International Organization for Standardization). Usvajanje Hrvatskih normi provodi se za sada usvajanjem međunarodnih normi u izvornom obliku, prevođenjem tih normi, a tek neznatnim dijelom razvijanjem vlastitih normi.
Ni danas nisu ostvareni nužni preduvjeti za jedinstveni sustav standardizacije, odnosno normiranja i normi na planetarnoj razini, već i zbog toga što su na snazi dva različita sustava jediničnih mjera (metrički i imperijalni sustav mjera-anglosakssonske mjere, tj. colni).
U međunarodnim aranžmanima ugovorom se definira koje će se norme primjenjivati u konkretnoj isporuci. Tehnička dokumentacija inozemnog isporučitelja podliježe provjeri sukladnosti s domaćim normama i tehničkim propisima (tzv. "nostrifikacija" dokumentacije). Ako su propisi zemlje kupca strožiji od istih u primijenjenim standardima, moraju se provesti odgovarajuće prilagodbe dokumentacije i/ili isporučenog objekta, ponekad i certifikacija za zemlju kupca (na primjer certificiranje za označavanje CE, ili UL certifikacija za područje SAD-a).

### Tipizacija
Tipizacijom se može smatrati neka vrsta interne standardizacije unutar tvrtke ili korporacije. Propisivanjem prioritetnih izmjera, tolerancija, vrsta materijala i dr. moguće je značajno smanjiti šarenilo dobavljenih materijala i alata. Smišljenom tipizacijom strojnih elemenata i sklopova, moguće je isti sklop koristiti u više proizvoda, odnosno postići modularnost, te izbjeći usitnjenost serija, što će povoljno utjecati na troškove proizvodnje.

### Organizacija proizvodnje
Kvaliteta organiziranosti proizvodnje i poslovanja od presudnog su značaja za racionalnost, pa prema tome i konkurentnost tvrtke.
Organizacija proizvodnje je funkcija tipa proizvodnje, a on je opet zavisan o frekvenciji isporuka, odnosno količini proizvedene robe u jedinici vremena, ili trajanju izrade jednog proizvoda. U industriji razlikujemo sljedeće tipove proizvodnje:

#### Pojedinačna proizvodnja
Pojedinačna proizvodnja se primjenjuje u proizvodnji krupne opreme (brodogradnja, krupna mehanizacija poput velikih dizalica, strojeva za otvoreni kop, mostova i sl.) i graditeljstvu. Svaki proizvod se u pravilu posebno ugovara po posebnom projektu. Na realizaciji koja može trajati više mjeseci ili godina sudjeluje puno radnika, kooperanata i dobavljača. Za uspješnost ovog tipa proizvodnje presudno je dobro i realno planiranje i koordinacija brojnih sudionika. Posebnim tehnikama (mrežno planiranje i sl.) precizno se definiraju zadaci i rokovi svih sudionika, tako da se izbjegnu čekanja na isporuke i zastoji ugradnje ili montaže proizvoda.
Značajna je također uloga tipizacije koja će unatoč pojedinačnoj proizvodnji omogućiti serijsku izradu pojedinih tipiziranih sklopova ili elemenata.

#### Maloserijska proizvodnja
karakteristična je za proizvodnju krupne mehanizacije, željezničkih i teških vozila, sitnih plovila, alatnih i poljoprivrednih strojeva i sl.
Proizvodi su u pravilu tipizirani, a kupac bira između ponuđenih tipova. Projekti su unaprijed definirani, a poboljšanja i izmjene se uvode iz serije u seriju. Serije broje od jednog do nekoliko ili nekoliko desetaka komada. Tipizacija treba omogućiti izradu tipskih elemenata ili sklopova u većim serijama (dakle po povoljnijoj cijeni) za skladište, čime se skraćuje i rok isporuke gotovog proizvoda.
Poseban oblik maloserijske proizvodnje je tzv. proizvodnja bez skladišta ili proizvodnja bez pogona. Mnogi renomirani proizvođači krupne mehanizacije uopće nemaju vlastitih proizvodnih pogona, nego samo razvoj i konstrukciju, vrlo jaku i rigoroznu ulaznu kontrolu i eventualno prostor za završnu montažu. Svu proizvodnju distribuiraju mnoštvu bezimenih kooperanata, koji su obavezni svoje isporuke izvršiti u precizno definiran vrijeme.
Takvom organizacijom ušteđuju se troškovi skladištenja i vrijednost polugotovih proizvoda, koja se, kao i troškovi škarta i sl. na taj način prebacuju na leđa kooperanata. 

#### Velikoserijska proizvodnja
Velikoserijska je proizvodnja karakteristična za krupnije kućanske aparate (tzv. "bijelu tehniku"), konfekcijski namještaj, motore, različiti repromaterijal i sl. Veličine serija su reda veličine stotina do nekoliko tisuća, zavisno o vrsti robe i osvojenom tržištu.
Uz tipizaciju važno je primijeniti optimalan stupanj automatizacije, primjeren apsorpcionoj moći dostupnog tržišta. Značajan dio investiranja u pokretanje proizvodnje otpada na proizvodnu opremu i automatizaciju. Ne smiju se zaboraviti ni troškovi servisiranja i rješavanja reklamacija i garantnih obveza.

#### Masovna proizvodnja
Masovna proizvodnja je proizvodnja u milijunskim količinama. Kod jednostavnih proizvoda poput vijčane robe, elektroinstalacijskog materijala, streljiva i sl. temelji se na automatizaciji. Osjetan dio troškova često otpada na konfekcioniranje proizvoda (automatske linije za brojenje, pakiranje, etiketiranje, paletiranje i dr.).
Kod složenih proizvoda (automobilska industrija, elektronička oprema, računala i sl.) ogromna su ulaganja u robotizaciju, pa u tom slučaju govorimo o automatskim tvornicama, u kojima se uloga čovjeka svodi na pripremu linija za novi model ili proizvod, kontrolu i zamjenu istrošenog alata.
Potreba za što bržom izmjenom novih modela proizvoda dovela je do razvitka informatičkih sustava (CAD-CAM i s.) koji integriranjem automatske tehnološke pripreme i upravljanja kompjuteriziranom produkcijskom opremom na temelju konstrukcijske dokumentacije skraćuju vrijeme preorijentacije na novi model.
Karakteristike ovog tipa proizvodnje su: velika produktivnost po radniku i velika ulaganja u robotizaciju, a uvjetovan je velikim i sigurnim tržištem. Marketing i sposobnost osvajanja i zadržavanja tržišta, presudni su za opstanak takve vrste proizvođača.
Česte su specijalizacije za pojedine sklopove (motore, gume, diesel-pumpe i sl.), pa se krajnji proizvod sastavlja iz sklopova s raznih strana svijeta.

### Organizacija potpore
Proizvodnju prate i opslužuju i brojne aktivnosti potpore kao što su tehnološka priprema, osiguranje alata, interni transport, kontrola, ispitivanja i atestiranja, kretanje pogonske dokumentacije, informacijski obuhvat, sustav skladištenja (materijala i repromaterijala, poluproizvoda, alata, gotove robe itd.), što se sve zajedničkim imenom može nazvati "organizacijom potpore".

#### Kibernetika
Radni procesi sadrže tijek robe i tijek informacija. Proces je stabilan, ako su ta oba tijeka dobro sinkronizirana. Kako u sustavima automatizacije, tako i u proizvodnim procesima, nije dopustivo da se osnovni proces (tijek robe ili proizvodni proces) zadržava zbog čekanja na informaciju ili druge aktivnosti potpore.
Nauka koja izučava odnose i međusobni utjecaj tijekova robe i tijeka informacija, zove se kibernetika. 

## Inovacija
U uvjetima žestoke konkurencije i zasićenog tržišta tvrtke koje ne inoviraju, stagniraju, a stagnacija je uvod u odumiranje. U širem smislu riječi, inovacija je svaki zahvat kojim se smanjuju inputi, tj. troškovi proizvodnje i administracije, povećava produktivnost ili iskorištenje opreme ili vremena, poboljšava kvaliteta proizvoda ili usluga, povećava sigurnost, smanjuje škart, unaprjeđuje plasman i dr., odnosno svaka mjera koja vodi ka porastu konkurentnosti.
Osobito je važna uloga inovacija u poduzetništvu, pa se poduzetništvo i definira kao trajno nastojanje da se traženjem inovacija i njihovom komercijalizacijom ostvari profit.
Sukladno prethodnim definicijama, inovacije u širem smislu riječi obuhvaćaju organizacijske, poslovne, administrativne i druge vrste inovacija, od sitnih korisnih ideja do krupnih zahvata reorganizacije ili izmjena poslovne politike.
Posebna vrsta inovacija su tehnološke inovacije, od kategorije korisnog prijedloga, preko tehničkih unapređenja do izuma, kao najviše kategorije tehnoloških inovacija. U razvijenim gospodarstvima, inovacijama i inovatorima posvećuje se posebna pažnja, a inventivnost visoko kotira na ljestvici sustava vrijednosti. Najvrjednijim resursom tvrtki ne smatraju se materijalna dobra poput zgrada, pogona ili kapitala (to se uvijek može naći na tržištu), nego znanje, iskustvo i inventivnost sadržana u industrijskoj tradiciji nacije i kvalitetnom kadru.

## Intelektualno vlasništvo
Za uspješnost tvrtki važni su svi oblici inovacija, a osobit značaj imaju inovacije pod zajedničkim imenom "intelektualno vlasništvo". Ova grupa inovacija u cijelom je svijetu posebno regulirana specijalističkom legislativom, a svom kreatoru ili subjektu komu ju je kreator ili vlasnik ustupio, osigurava pravo monopola u proizvodnji ili primjeni ili korištenju, čime ostvaruje bitnu prednost u tržišnoj utakmici.
Intelektualno vlasništvo sadrži sljedeće kategorije:
- Izum (tehnološka inovacija koju se može štititi patentom) i na njemu temeljeni prošireni oblici tehnoloških znanja:
  - Licencija
  - Know-How (Znati kako)

- Topografija poluvodičkih proizvoda

- (Industrijski) Dizajn

- Žig kao prepoznatljiv element za označavanje proizvoda ili usluga, s oblicima:
  - Verbalni žig (riječ ili kombinacija riječi, slogan) i
  - Figurativni žig (logotip, šara ili grafički oblikovana riječ ili znak)

- Autorstvo, koje može i ne mora imati tehnnički sadržaj.

Detaljno

Iako se inovacije, pa i izumi uvijek oslanjaju na postojeće stanje tehnike, epohalni izumi 19. i 20. stoljeća poput parnog stroja, SUS motora (motori s unutrašnjim sagorijevanjem), izmjenične i polifazne struje, asinkronog motora, tranzistora i poluvodičke tehnologije, bili su uzrokom skokovitog uzleta tehnološkog razvoja. S povećanjem opsega proizvodnje od pojedinačne - manufakturne do masovne, morala se mijenjati i organizacija proizvodnje.
Tehnološki razvoj je prvo teški fizički rad čovjeka zamijenio snagom strojeva pokretanih pogonskim gorivima (parni stroj i SUS motor), zatim (barem u masovnoj proizvodnji) sveo fizički rad na minimum u korist intelektualnog rada (automatizacija i robotizacija tvornica), te konačno danas eliminira dosadne intelektualne rutine oslobađajući čovjeka za kreativno stvaralaštvo pomoću suvremenih računalnih programa. 
Ako isključimo epohalne izume, koji su bili preduvjet industrijske, pa i nedavne informatičke revolucije u tehnološkom razvoju, najveći broj tehnoloških inovacija, pa i izuma nudi tek neznatna poboljšanja ili drugorazredne novitete. Pa ipak, i takvi su izumi od velikog značaja u uvjetima današnje konkurencije na svjetskom tržištu, na kome je stalno plasiranje novih modela imperativ i pitanje opstanka. Osim toga, niz sitnijih poboljšanja, korak po korak kroz duže vremensko razdoblje rezultira bitnim unapređenjem (primjer: postupno poboljšanje performansi računalnih procesora ili povećanje kapaciteta optičkih diskova od CD-a do DVD-a s plavom laserskom zrakom (Blue-Ray), polučilo je bitna poboljšanja kroz desetgodišnje razdoblje).

## Tehnička kultura
kao bitan nacionalni resurs sa značajnim utjecajem na opću tehnološku pismenost stanovništva, generator je brojnosti tehničke inteligencije, a time i konkurentne sposobnosti nacije u uvjetima žestoke utakmice na međunarodnom, ali i domaćem tržištu. 

## Tehnološki razvoj i društvena zrelost ljudske vrste
Prijelomni koraci u racionalzaciji proizvodnje kroz povijest bili su uvjetovani trenutnim društvenim odnosima i dostignutim stupnjem tehnološkog razvoja, a treba ih zahvaliti izumiteljstvu, kao posebno važnim elementom toga razvoja. 
Od robovlasničkog ustroja temeljenog na ulaganju rada i života stotina tisuća robova, ali i zavidne razine znanja tadašnjih "arhitekata", u grandiozne projekte ostvarene uz inventivnu primjenu primitivnih tehnologija (Egipatske piramide, Abu-Simbel i dr.), razvoj tehnologije teče u smjeru smanjenja opsega fizičkog napora primjenom boljih alata i naprednije tehnologije. S druge strane, porast potrebe za sirovinama i energijom ugljena, uvjetuje otvaranje mnogih rudnika, u kojima opet presudnu ulogu u produktivnosti ima fizički rad mnogih generacija rudara.
Industrijsku revoluciju iza razdoblja manufakturne proizvodnje omogućili su izum parnog stroja, ali i temeljite organizacijske promjene, poput razbijanja procesa proizvodnje na pojedine jednostavne operacije i zahvate, koji se izvode na pokretnoj traci. Mnogostruko povećanje produktvnosti, nije međutim išlo pod ruku s humanizacijom rada, nego često naprotiv nova organizacija proizvodnje i suvremena tehnologija stvara svojevrsno novo "industrijsko roblje". Čovjek na traci otuđen je od svog rada, nema uvda u cjeloviti proces, i izgubio je radost stvaranja u kojoj su uživali majstori manufakture.
Sljedi razdoblje automatizacije, koja ide za smanjenjem količine ljudskog rada putem skuplje automatizirane opreme, do informatičke revolucje omogućene izumom trazistzora i poluvodičke tehnike, koja fizički angažman čovjeka u proizvodnom procesu svodi na minimum, uz rapidni porast intelektualnog angažmana i primjenu visokosofisticirane robotizirane opreme.
U najnovije vrijeme, tj krajem 20. stoljeća, razvoj informatike i računarstva omogućio je oslobađanje čoveka od dosadnih rutinskih intelektualnih poslova koje obavlja suvremena računalna oprema, oslobađajući čovjeka za kreativan rad.
Razvoj znanosti od sredine 20. stoljeća na dalje otvara sasvim nove tehnologije, poput nuklearne tehnike, nanotehnologije, genetike i sl, noseći sobom neslućene mogućnosti, ali i opasnosti. 
Na žalost, razvoj društvene svijesti i morala čovječanstva u velikom je raskoraku s tehnološkim razvojem, stavljenim isključivo u službu ostvarenja superprofita, pa i pod cijenu sasvim nerazboritog korištenja prirodnih resursa, što nas dovodi na rub ekološke katastrofe planetarnih razmjera.
Sustavno uništavanje preostalih prašuma koje nam daju kisik i prirodnu klimatsku ravnotežu, neodgovorno srljanje u ratnu i mirnodobsku primjenu atomske energije bez rješenja problema zračećeg otpada i postupaka u akcidentnim situacijama, bezobzirno zagađivanje tla i voda koje život znače, počinjene i potencijalne zlouporabe genetičkog inženjeringa, istrebljenje životinjskih vrsta zbog neshvatljivo glupih "proizvoda" poput pepeljara od šaka gorila i dr. ozbiljno prijete osjetljivoj ravnoteži planeta, pa održivi razvoj postaje imperativom daljnje primjene sve moćnije tehnologije.
Većina populacije razvijenog (osobito poslovnog) svijeta parazitira na malobrojnom kreativnom dijelu populacije koja je zaslužna za stvaralaštvo i eksponencjalni uzlet znanosti i tehnologije. Opsesivna želja za sticanjem i posjedovanjem, na vrhu je zapadnjačkog sustava vrijednosti, koji prodire i u istočne kulture, pa čak i one s izuzetno čvrstom tradicijom poput Japana. Smišljeno generiranje potrošačkog mentaliteta radi održanje tržišnih apetita vodi prema hiperprodukciji svega i svačega. Bogatoj klijenteli je namijenjena proizvodnja statusnih simbola basnoslovnih cijena, a siromašnijim slojevma društva masovna proizvodnja petparačke robe sumnjive ili nikakve uporabne vrijednosti, koja se ubrzo pretvara u otpad.
Većina svjetske populacije istovremeno životari na rubu gladi. Poveća li se kupovna moć i standard siromašnog dijela svijeta, rapidno će porasti iscrpljivanje prirodnih resursa i devastiranje planete, koje već danas ima zabrinjavajuće razmjere.
Sljedeća revolucija koju čovječanstvo treba, morala bi biti revolucija društvene svijesti i morala, koja će stvaralaštvo radi profita zamijeniti stvaralaštvom radi opće dobrobiti, a parazitiranje na kreativnosti i stvaralaštvu manjine zamijeniti stvaralaštvom većine čovječanstva.

## Poveznice
- Izum
- Inovacija
- Izum
- Tehnička kultura
- Tehnička kultura (časopis)
- Tehničke znanosti
- Tehnologija
- Intelektualno vlasništvo
- Patent
- Standard